# 雙唇鼻搭嘴音
双唇鼻搭嘴音是一种在几种南非语言中发现的搭嘴音。国际音标中表记此音的符号是⟨ʘ̃⟩或⟨ᵑʘ⟩。

## 特征
双唇鼻搭嘴音的特征包括：
- 氣流機制是舌吸氣音。藉由舌頭將被困在一個關閉區間的空氣抽出而發聲，而非使氣流從聲門或肺/橫膈膜流出。利用這種機制所發出的音稱作搭嘴音。其濁音及鼻音也同時具有肺部氣流音的性質。
- 調音部位是雙唇，即是以上唇及下唇調音。

- 發聲類型是濁音，意味着發音時聲帶顫動。

- 本輔音是鼻音，調音時空氣會從鼻逸出。

## 见于
双唇鼻搭嘴音只出现在南非的Tuu语族、Kx'a语族，澳大利亚原住民语言Damin语，和组合/mw/在邻近绍纳语的几种语言的发音，如Ndau语和赞比亚汤加语的部分使用者。
| 语言   | 词汇  | 国际音标 | 意义 |
| ------ | ----- | -------- | ---- |
| Damin  | m!ii  | [ʘ̃iː]    | 蔬菜 |
| 汤加语 | kumwa | [kʼuʘ̃wa] | 喝   |
| Ndau   | mwana | [ʘ̃wana]  | 孩子 |

## 声门化双唇鼻搭嘴音
Tuu和Kx'a诸语言同时也有声门化双唇鼻搭嘴音。这通过闭合声门，这样搭嘴音被静音；同时后续浊音被鼻化。
| 语言 | 词汇 | 国际音标 | 意义 |
| ---- | ---- | -------- | ---- |